# Chaillé-sous-les-Ormeaux
Chaillé-sous-les-Ormeaux is een plaats en voormalige gemeente in het Franse departement Vendée in de regio Pays de la Loire en telt 1107 inwoners (2004). De plaats maakt deel uit van het arrondissement La Roche-sur-Yon.

## Geschiedenis
Chaillé-sous-les-Ormeaux fuseerde op 1 januari 2016 met de gemeente Saint-Florent-des-Bois tot de gemeente Rives de l'Yon. 

## Geografie
De oppervlakte van Chaillé-sous-les-Ormeaux bedraagt 17,4 km², de bevolkingsdichtheid is 63,6 inwoners per km².
De onderstaande kaart toont de ligging van Chaillé-sous-les-Ormeaux met de belangrijkste infrastructuur en aangrenzende gemeenten.

## Demografie
Onderstaande figuur toont het verloop van het inwonertal.